# Dartevellia bilobata
Dartevellia bilobata is een eenoogkreeftjessoort uit de familie van de Caligidae. De wetenschappelijke naam van de soort is voor het eerst geldig gepubliceerd in 1939 door Brian.